# 대한민국 형사소송법 제297조
대한민국 형사소송법 제297조는 피고인등의 퇴정에 대한 형사소송법의 조문이다.

## 조문
제297조(피고인등의 퇴정) ① 재판장은 증인 또는 감정인이 피고인 또는 어떤 재정인의 면전에서 충분한 진술을 할 수 없다고 인정한 때에는 그를 퇴정하게 하고 진술하게 할 수 있다. 피고인이 다른 피고인의 면전에서 충분한 진술을 할 수 없다고 인정한 때에도 같다.
 ②전항의 규정에 의하여 피고인을 퇴정하게 한 경우에 증인, 감정인 또는 공동피고인의 진술이 종료한 때에는 퇴정한 피고인을 입정하게 한 후 법원사무관등으로 하여금 진술의 요지를 고지하게 하여야 한다. <개정 1961.9.1, 2007.6.1>

第297條(被告人等의 退廷) ① 裁判長은 證人 또는 鑑定人이 被告人 또는 어떤 在廷人의 面前에서 充分한 陳述을 할 수 없다고 認定한 때에는 그를 退廷하게 하고 陳述하게 할 수 있다. 被告人이 다른 被告人의 面前에서 充分한 陳述을 할 수 없다고 認定한 때에도 같다.
②前項의 規定에 依하여 被告人을 退廷하게 한 境遇에 證人, 鑑定人 또는 共同被告人의 陳述이 終了한 때에는 退廷한 被告人을 入廷하게 한 後 법원사무관등으로 하여금 陳述의 要旨를 告知하게 하여야 한다.  <개정 1961.9.1., 2007.6.1.>

## 참고 문헌
- 손동권 신이철, 새로운 형사소송법(초판, 2013), 세창, 2013. ISBN 9788984114081